# 1458
1458 (MCDLVIII) fue un año común comenzado en domingo del calendario juliano.

## Acontecimientos
- 24 de enero: Matías Corvino se convierte en rey de Hungría.
- 19 de agosto: Pío II sucede a Calixto III como papa.
- 24 de octubre: El rey Alfonso V de Portugal conquista Alcazarseguir en el norte de África.
- Fundación del Magdalen College en la Universidad de Oxford.
- Jorge de Podiebrad (Jiří z Poděbrad) se convierte en rey de Bohemia.
- Los turcos emiten un decreto para proteger la Acrópolis después de su conquista de Atenas.
- Juan II de Aragón es coronado rey.
- Termina la guerra entre la Corona de Aragón y la República de Génova.

## Nacimientos

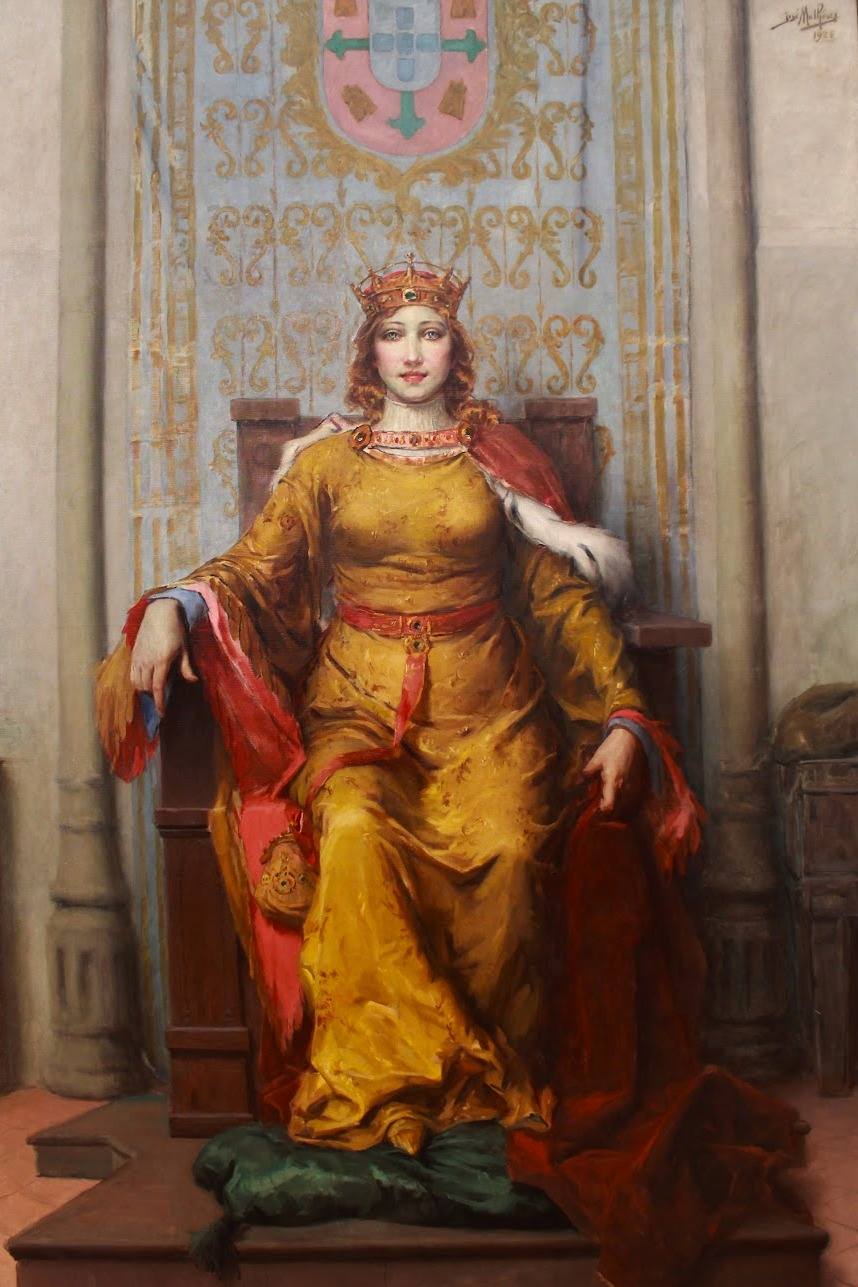
Leonor de Viseu.

- 15 de febrero: Iván el Joven, gobernante de Tver (f. 1490).
- 2 de mayo: Leonor de Viseu, princesa y más tarde reina consorte de Portugal (f. 1525).
- 25 de mayo: Mahmud Begada, sultán de Guyarat (f. 1511).
- 3 de octubre: San Casimiro, príncipe de Polonia y duque de Lituania (f. 1484).
- 22 de noviembre: Jacob Obrecht, compositor neerlandés (f. 1505).
- fecha desconocida
  - Jacopo Sannazaro, poeta italiano (f. 1530).
- probable
  - Richard Grey, medio hermano de Eduardo V de Inglaterra (f. 1483).

## Fallecimientos

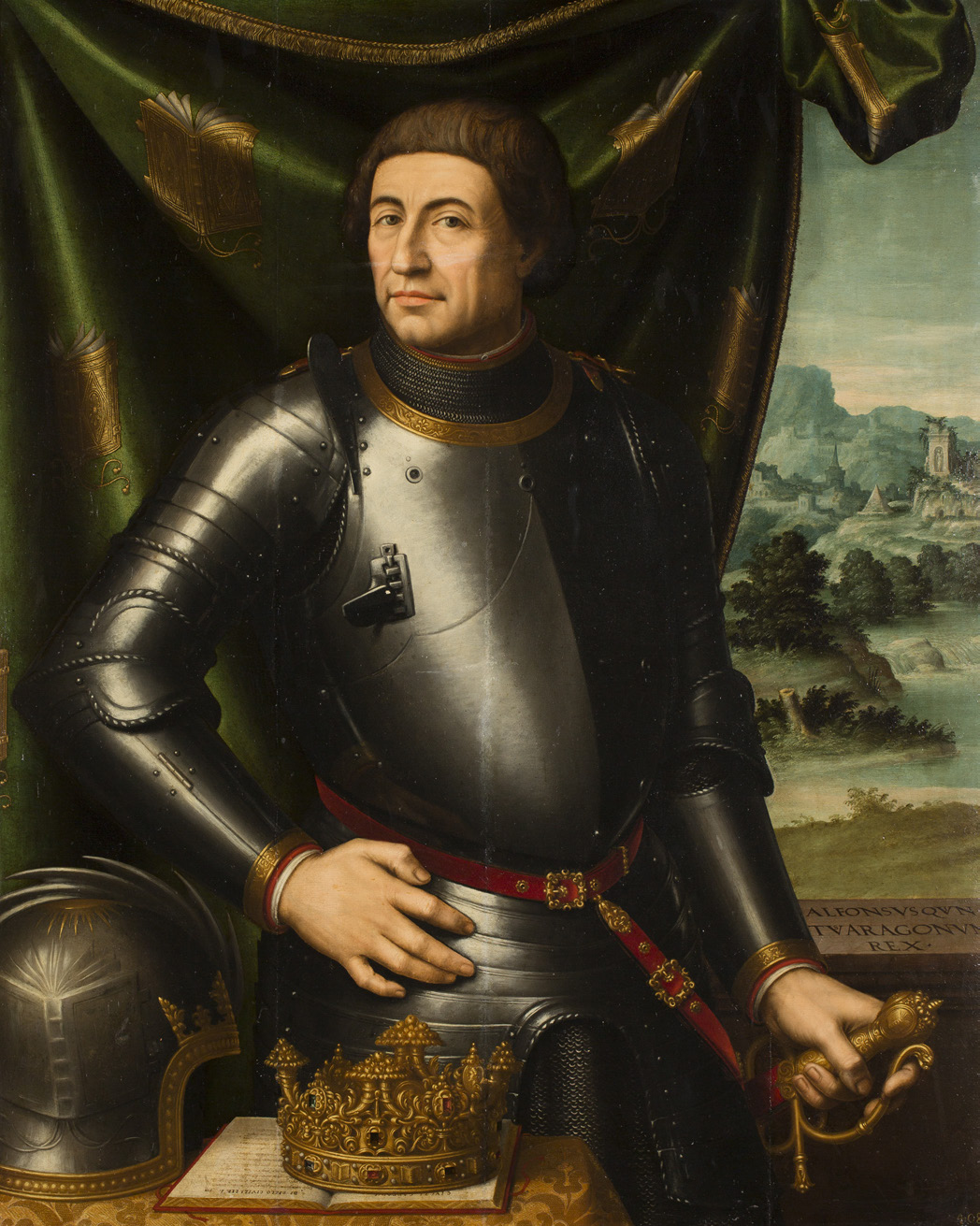
Alfonso V de Aragón.

- 20 de febrero: Lazar Branković, príncipe de Rascia.
- 25 de marzo: Íñigo López de Mendoza, poeta español (nacido en 1398).
- 27 de junio: rey Alfonso V de Aragón (nacido en 1396).
- 6 de agosto: papa Calixto III (nacido 1378).
- 26 de diciembre: Arturo III, duque de Bretaña (nacido 1393).
- fecha desconocida
  - Juan II de Chipre.
  - Isabelle Romée, madre de Juana de Arco.